# 福岡県道722号荒木停車場線
福岡県道722号荒木停車場線（ふくおかけんどう722ごう あらきていしゃじょうせん）は、福岡県久留米市を通る一般県道である。

## 概要
久留米市荒木町白口久留米市荒木町藤田に至る。から全般的に道幅が狭く走りづらい。
また、JR九州鹿児島本線 荒木駅南側に踏切があるが、ここは交差点（福岡県道763号宮本荒木線終点）でもあり、踏切をいったん渡りつつ右折しなければならない。
そのため、対向車に十分注意する必要がある。
また、荒木駅側から進んだ場合は踏切横断後右折禁止の案内標識がある。したがって、起点→終点の自動車での走破は不可能である。
一部区間は九州新幹線の高架橋の建設に伴い、ルートがその分東寄りになっており、幅員も併せて改良されている。

### 路線データ
- 起点：福岡県久留米市荒木町白口（福岡県道89号瀬高久留米線交点）
- 終点：福岡県久留米市荒木町藤田（相川（あいごう）交差点、国道209号・福岡県道86号久留米筑後線交点）
- 総延長：2.1 km

## 路線状況

### 道路施設

#### 橋梁
- 幸行橋（野添川、久留米市）
- 南坂下橋（藤田浦川、久留米市）

## 地理

### 通過する自治体
- 久留米市

### 交差する道路
| 福岡県道89号瀬高久留米線           | 荒木町白口 | 起点                          |
| 福岡県道763号宮本荒木線            | 荒木町荒木 |                               |
| 国道209号 福岡県道86号久留米筑後線 | 荒木町藤田 | 相川（あいごう）交差点 / 終点 |

### 交差する鉄道
- 鹿児島本線
- 九州新幹線

### 沿線
- JR九州鹿児島本線 荒木駅